# .nz
.nz је највиши интернет домен за Нови Зеланд.